# Rezerwat przyrody Lasek Miejski nad Olzą
Lasek Miejski nad Olzą – leśny rezerwat przyrody w Cieszynie, utworzony w 1961 roku w celu ochrony populacji cieszynianki wiosennej, naturalnego grądu (z lipą, dębem, grabem, klonem zwyczajnym i polnym oraz jaworem), a także runa leśnego z rzadkimi okazami flory pochodzenia alpejskiego. Obszar rezerwatu podlega ochronie ścisłej.
Rezerwat obejmuje wąski pas lasu liściastego, rosnącego na prawym, stromym zboczu doliny Olzy, w południowej części miasta, w Błogocicach. Przylega do obszarów zabudowanych i jest poddany silnemu oddziaływaniu człowieka.
W podszyciu występują: bez czarny, dereń, leszczyna i głogi. Pewne fragmenty rezerwatu porasta także grąd ubogi oraz podgórski las brzostowo-jesionowy, natomiast bezpośrednio nad Młynówką rośnie niewielki płat jaworzyny górskiej z miesiącznicą trwałą.
Powierzchnia rezerwatu wynosi 4,08 ha (akt powołujący podawał 3,23 ha).
Przez teren rezerwatu przebiega zielona trasa spacerowa po Cieszynie. Jej dokładny przebieg można obejrzeć na mapie tutaj LINK

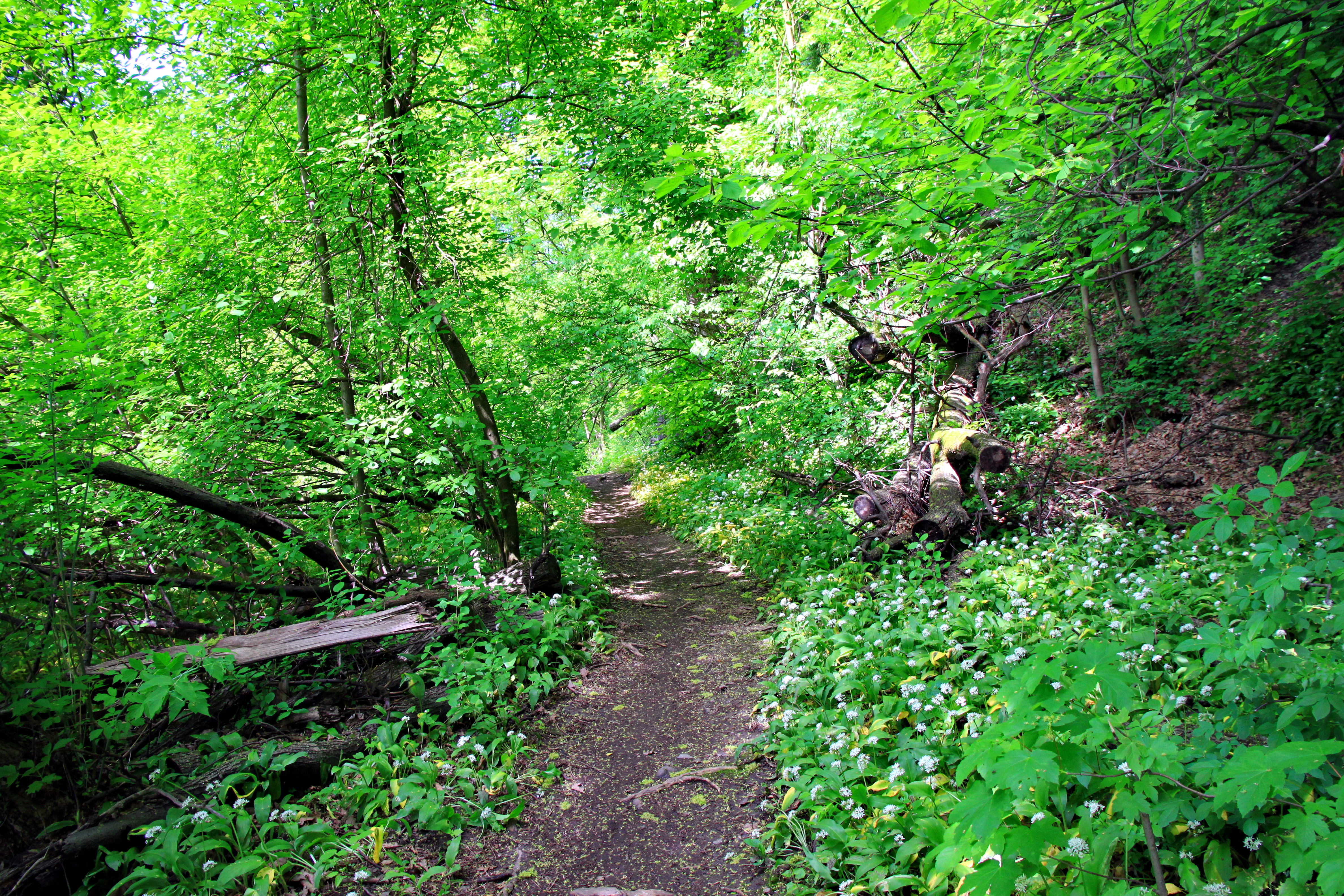
Lasek Miejski nad Olzą
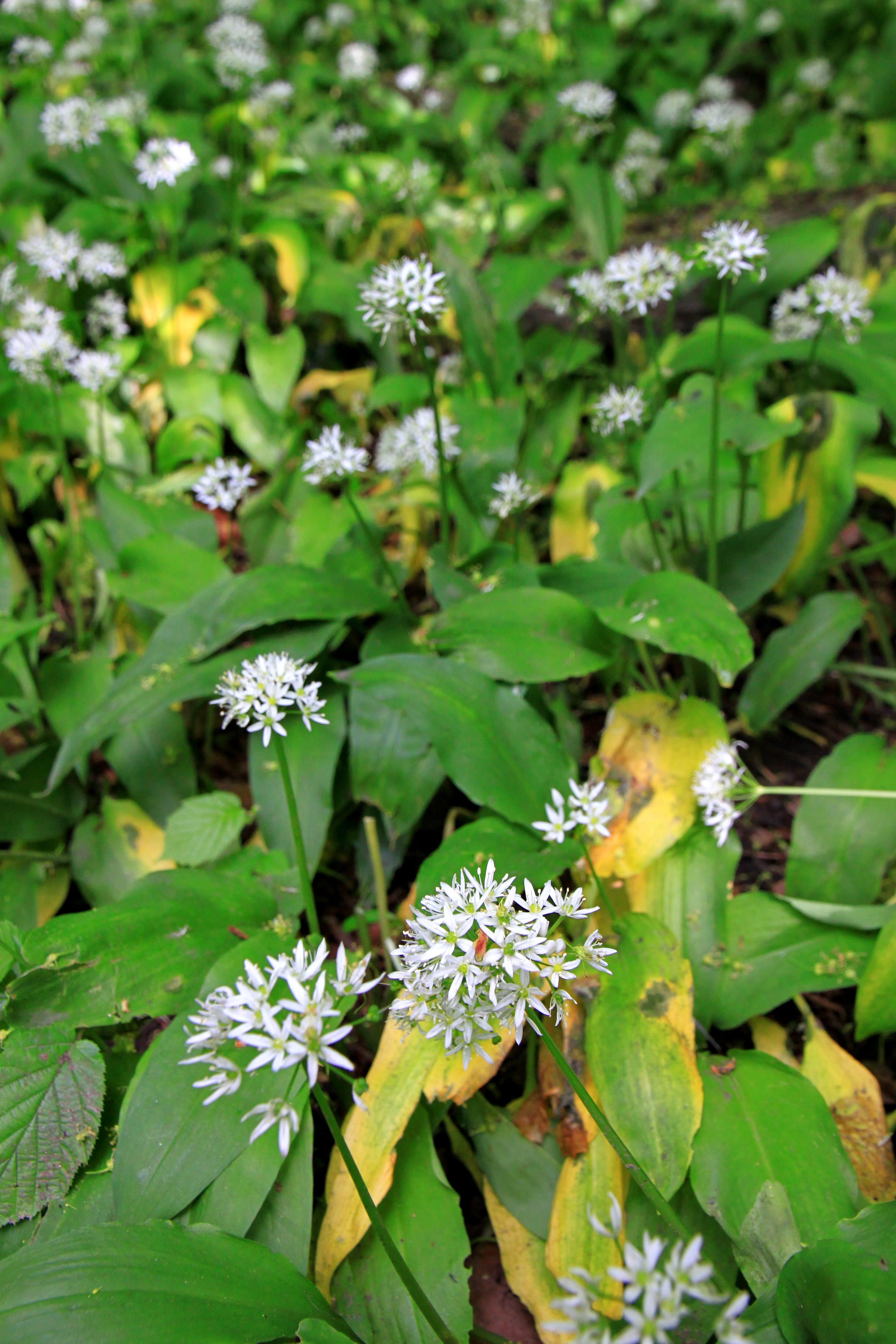
Czosnek niedźwiedzi w Lasku Miejskim nad Olzą
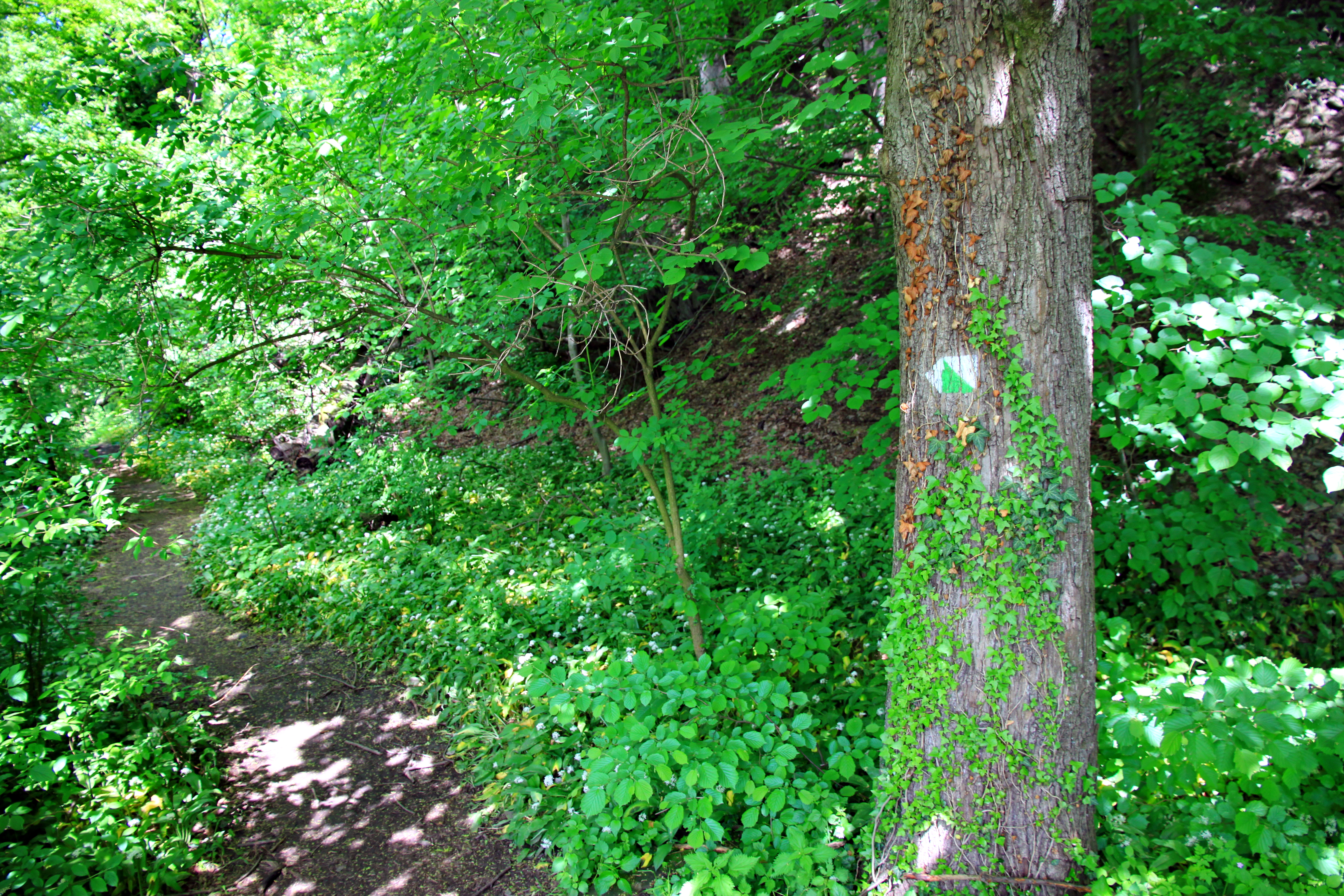
Ścieżka z widocznym oznakowaniem zielonej trasy spacerowej
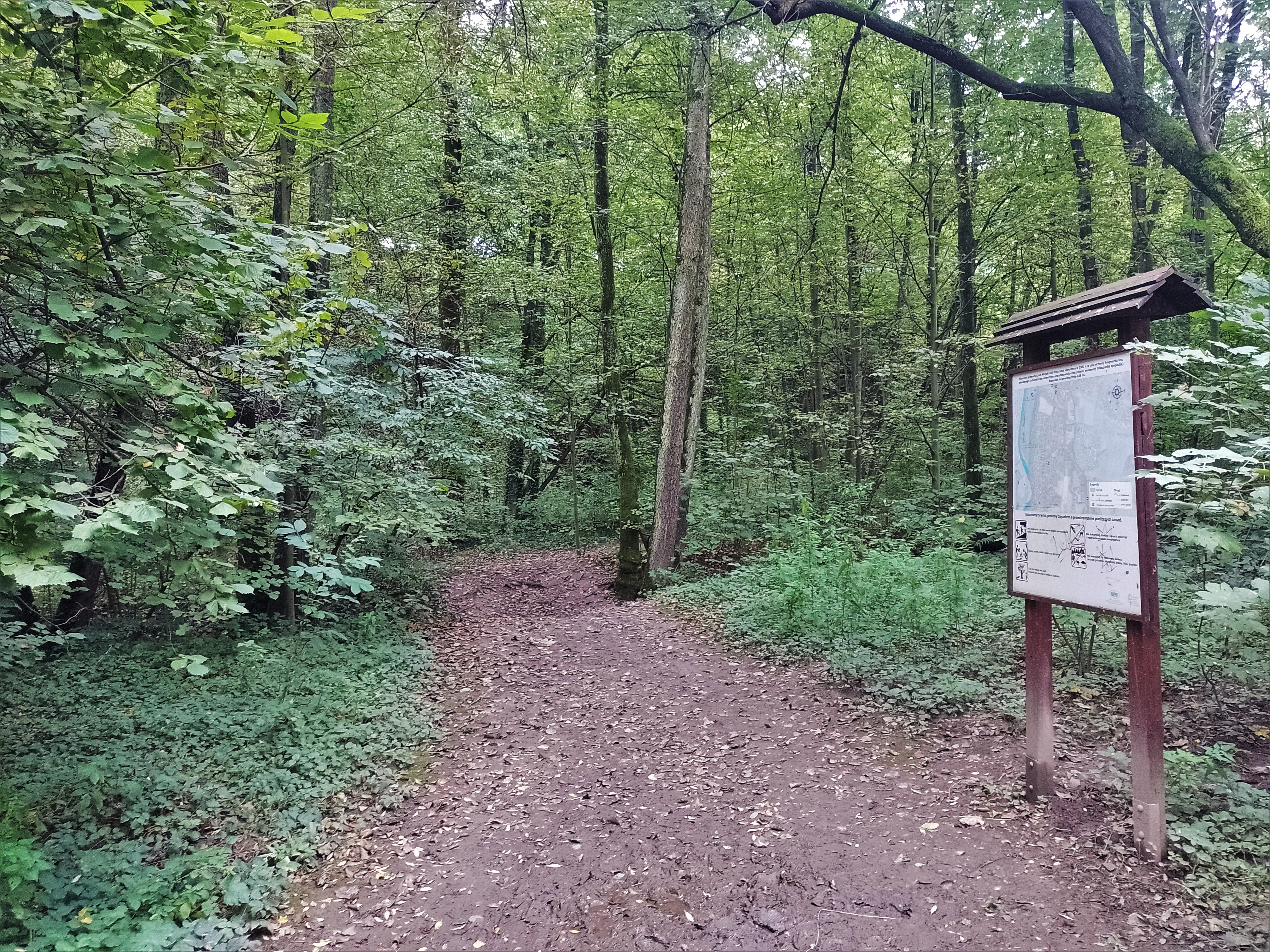
Wejście do lasku w pobliżu boiska „Pod Wałką”
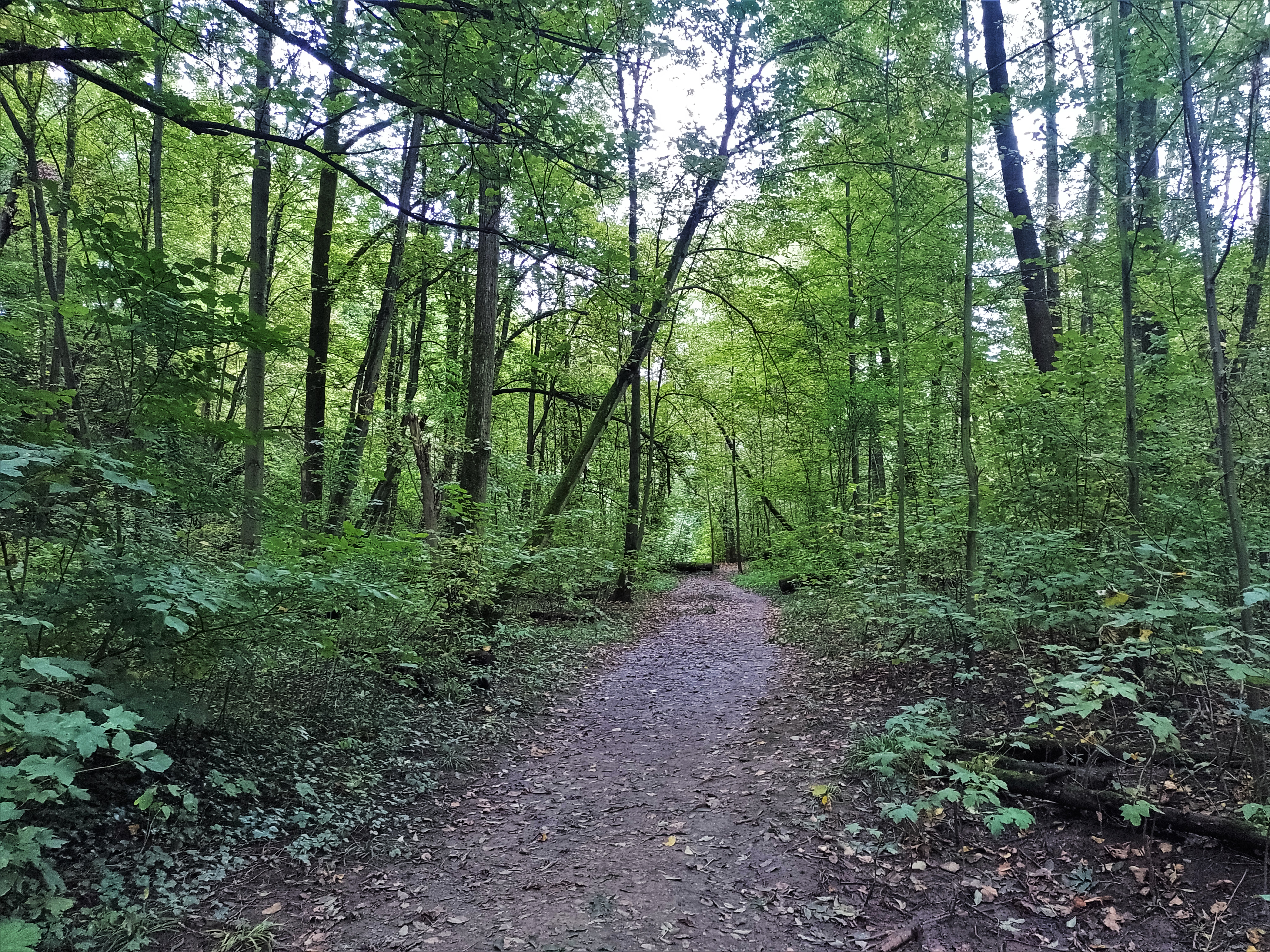
Ścieżka między boiskiem a schodami do Błogocic